# Нуаяль-сюр-Вилен
Нуаяль-сюр-Вилен (фр. Noyal-sur-Vilaine) — коммуна на северо-западе Франции, находится в регионе Бретань, департамент Иль и Вилен, округ Ренн, кантон Шатожирон. Расположена в 12 км к востоку от Ренна, на левом берегу реки Вилен. Через территорию коммуны проходит национальная автомагистраль N157. На северной границе коммуны находится железнодорожная станция Нуаяль-Асинье линии Париж-Брест.
Население (2019) — 6 133 человека. 

## История
В XI веке регент Бретани Эд I де Пентьевр и его сестра Адела, первая настоятельница аббатства Святого Георгия в Ренне, разрешили своему племяннику Жоффруа, незаконнорожденному сыну герцога Алена III, построить в Нуаяля замок. Местный приход относился к аббатству Святого Георгия до 1158 года, когда перешел в ведение аббатства Святого Мелания. Монахи этого аббатства построили в Нуаяле церковь, которую в 1604 году заняли иезуиты, в свою очередь изгнанные из нее во время Революции. 
Население коммуны приветствовало Великую Французскую революцию и с 1795 года отмечает ее главный праздник — годовщину казни короля Людовика XVI с принесением клятвы ненависти королю и анархии, а также годовщину образования Республики.
В XIX веке Нуаяль стал одним из центров производства парусиновых полотен, получивших название «noyales».

## Достопримечательности
- Неоготическая церковь Святого Петра XIX века, построенная на месте церкви XVI века
- Шато де Буаоркан XIV века с парком
- Усадьба де ла Мотт, бывшая резиденция сеньоров де Нуаяль

## Экономика
Структура занятости населения:
- сельское хозяйство — 5,0%
- промышленность — 18,5 %
- строительство — 3,4 %
- торговля, транспорт и сфера услуг — 60,2 %
- государственные и муниципальные службы — 12,9 %

Уровень безработицы (2018) — 5,8 % (Франция в целом —  13,4 %, департамент Иль и Вилен — 10,4 %). 

Среднегодовой доход на 1 человека, евро (2018) — 25 010 (Франция в целом — 21 730, департамент Иль и Вилен — 22 230).

## Демография
Динамика численности населения, чел.

## Администрация
Пост мэра Нуаяль-сюр-Вилена с 2014 года занимает Мариэль Мюре-Бодуэн (Marielle Muret-Baudouin). На муниципальных выборах 2020 года возглавляемый ею правый список победил в 1-м туре, получив 58,95 % голосов.
| Период | Период | Фамилия             | Партия        | Примечания |
| ------ | ------ | ------------------- | ------------- | ---------- |
| 1965   | 1995   | Мишель Луазель      |               |            |
| 1995   | 2008   | Франсуаза Кланшен   |               |            |
| 2008   | 2014   | Жак Одрен           |               |            |
| 2014   |        | Мариэль Мюре-Бодуэн | Разные правые |            |

## Города-побратимы
- Хайгерлох, Германия

## Галерея

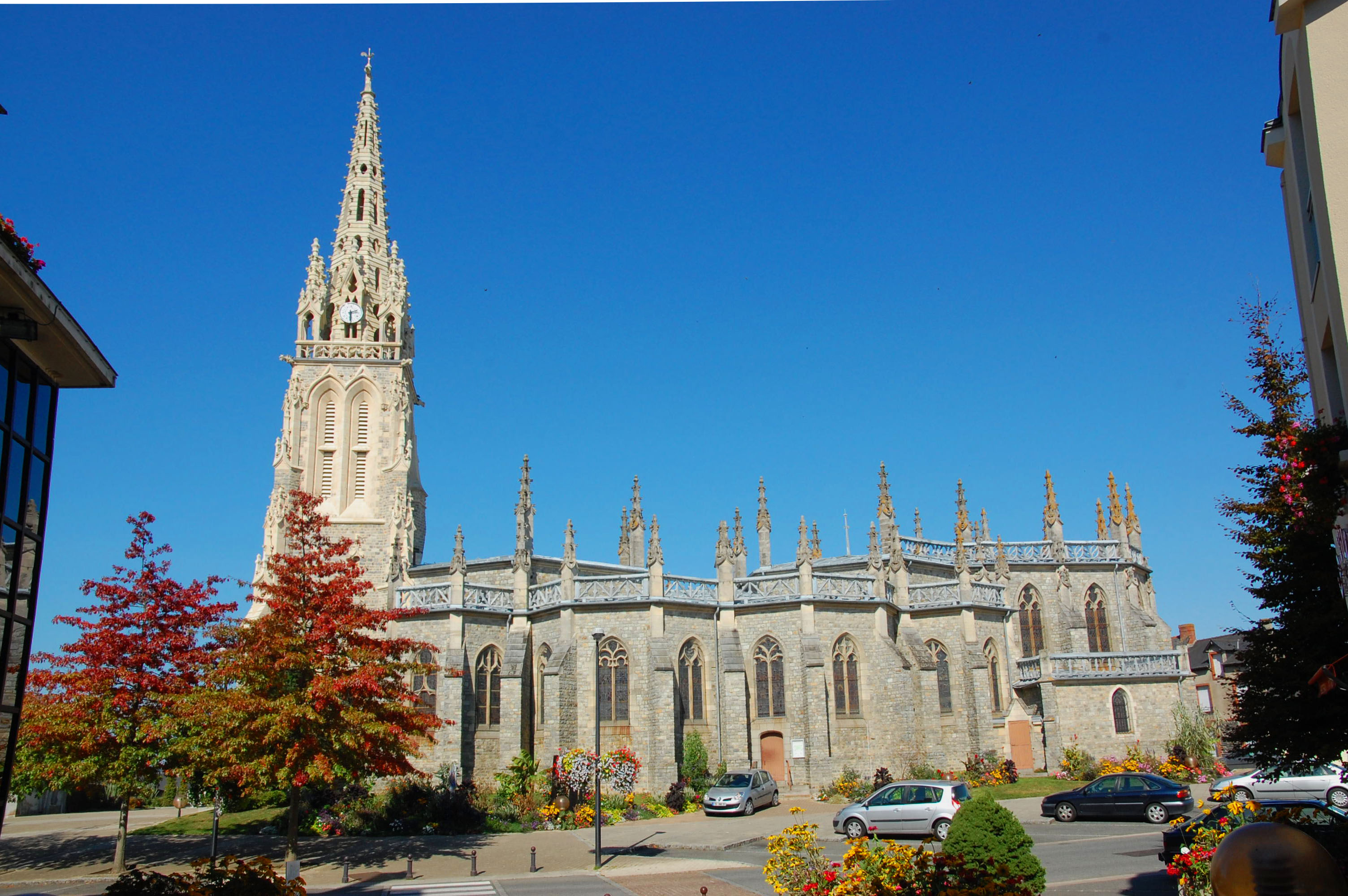
Церковь Святого Петра
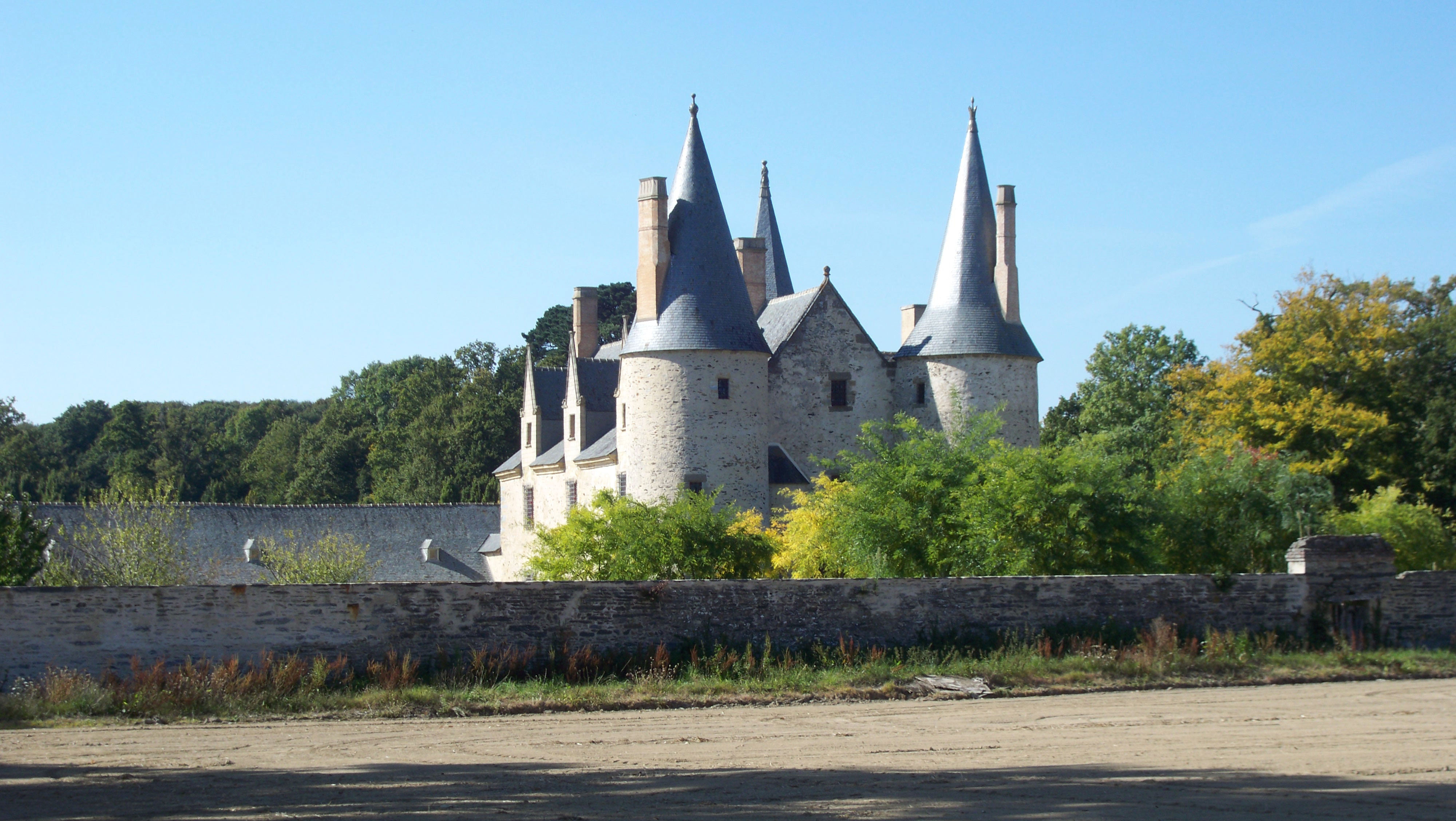
Шато Буаоркан
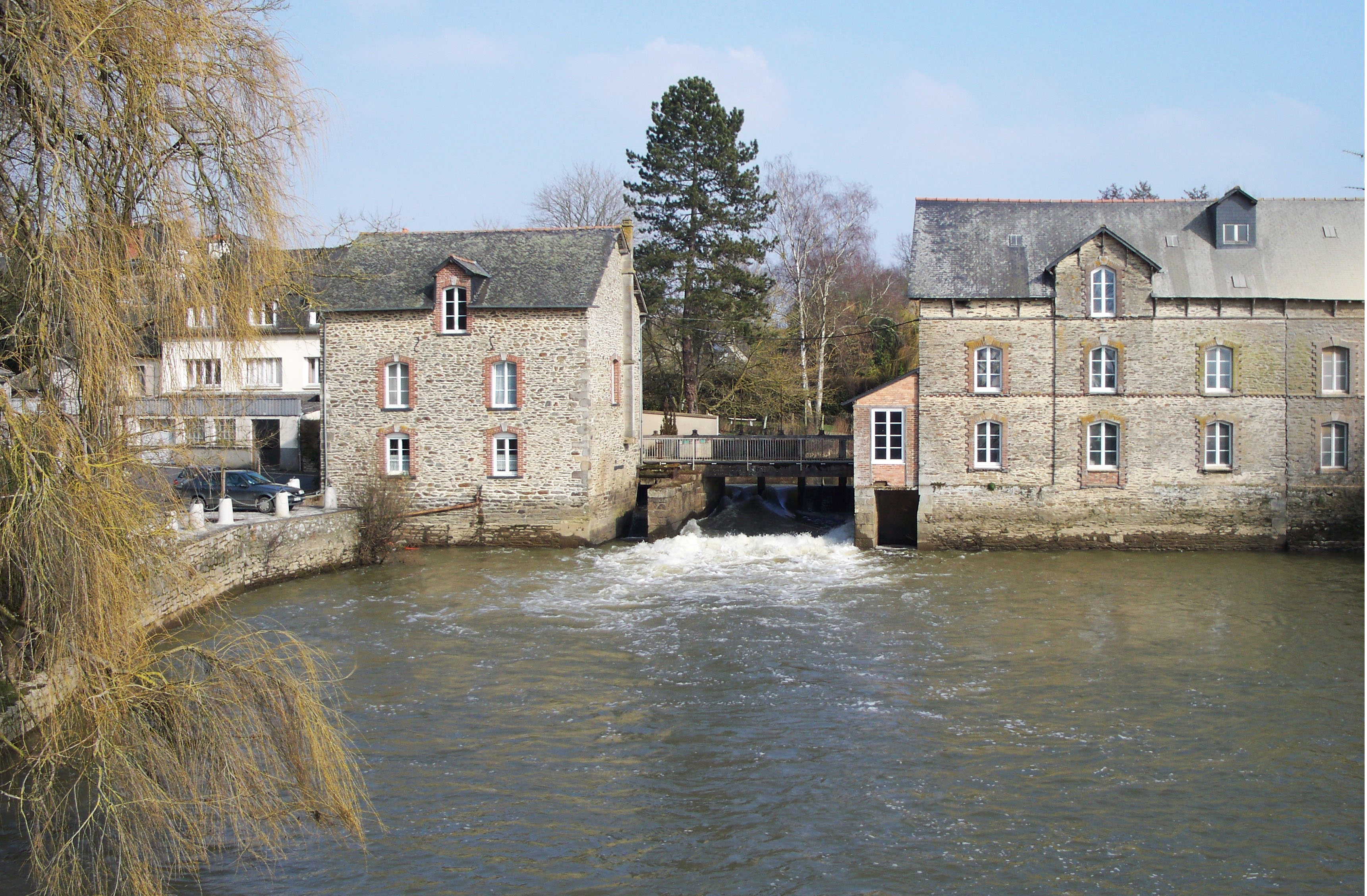
Мельница на Вилене